# Мордекай (фільм)
«Мордекай» (англ. Mortdecai) — американський комедійний фільм режисера Девіда Кеппа, знятий за книгами Кирила Бонфільолі про Чарльза Мордекая. Головну роль виконує Джоні Депп, у фільмі також знімалися Пол Беттані, Еван Макгрегор, Гвінет Пелтроу та Джефф Голдблюм. Прем'єра у США відбулася 23 січня 2015 року, в Україні призначена на 16 червня 2015-го.

## Сюжет
Елегантний і злегка ексцентричний Чарльз Мордекай — справжній поціновувач мистецтва і трохи шахрай. Адже коли ти знаходишся в сфері, де творіння людського генія коштують дуже багато грошей, то як інакше. Ось тому за ним полюють російські бандити, британське розвідувальне бюро MI5 і ще незрозуміло хто. А Мордекаю, тим часом, треба знайти вкрадене полотно, в якому прихований ключ до банківського сейфа. А в ньому буде золото нацистів. Завдання для пройдисвіта Чарльза дуже просте — вижити і об'їздити весь світ у пошуках картини.

## В ролях
| Актор           | Роль               |
| --------------- | ------------------ |
| Джонні Депп     | Чарльз Мордекай    |
| Пол Беттані     | Джок Страпп        |
| Еван Макгрегор  | інспектор Мартленд |
| Гвінет Пелтроу  | Джоанна Мордекай   |
| Джефф Голдблюм  | Мілтон Крампф      |
| Олівія Манн     | Джорджина Крампф   |
| Ульріх Томсен   | Романов            |
| Алек Утгофф     | Дмитрій            |
| Пол Вайтхаус    | Спіноза            |
| Майкл Берн      | Дюк                |
| Ніколас Фаррелл | ведучий аукціону   |

## Зйомки
Зйомки фільму було розпочато 21 жовтня 2013 року в Лондоні, де проходять основні події творів К. Бонфільолі.

## Додаткові факти
- «Мордекай» став третім спільним проектом Пола Беттані і Джонні Деппа. До цього вони знялися разом у фільмах «Турист» та «Перевага». З режисером Девідом Кеппом Джонні Депп працював над екранізацією роману Стівена Кінга «Таємне вікно».
- Візажист Джоел Харлоу виготовив тридцять примірників вусів для персонажа Джонні Деппа, які є важливим елемент характеру Чарльза Мордекая. Крім того, він зробив акторові ще пару зубних протезів, з якими вусатий герой виглядав би трохи по-мультяшному.
- Для розробки екш-сцен та їх постановки було запрошено Роулі Ірлема, який працював над такими проекти, як «Прометей», «007: Координати «Скайфолл»», «Вартові галактики», «Тор 2: Царство темряви» та ін.